# Namanga
Namanga – miasto w Kenii, w hrabstwie Kajiado. W 2019 liczyło 14,9 tys. mieszkańców. 